# Burquina Fasso nos Jogos Olímpicos de Verão de 2012
Burquina Fasso enviou uma equipe de cinco atletas para competir nos Jogos Olímpicos de Verão de 2012, em Londres, na Grã-Bretanha.

## Desempenho

### Atletismo
Masculino
| Atleta         | Evento | Preliminares | Preliminares | Quartas | Quartas   | Semifinal   | Semifinal   | Final       | Final       |
| Atleta         | Evento | Marca        | Posição      | Marca   | Posição   | Marca       | Posição     | Marca       | Posição     |
| -------------- | ------ | ------------ | ------------ | ------- | --------- | ----------- | ----------- | ----------- | ----------- |
| Gerard Kobeane | 100 m  | 10s42 Q      | 1º/bat. 4    | 10s48   | 6º/bat. 7 | Não avançou | Não avançou | Não avançou | Não avançou |

Feminino
| Atleta       | Evento              | Preliminares | Preliminares | Semifinal | Semifinal | Final | Final   |
| Atleta       | Evento              | Marca        | Posição      | Marca     | Posição   | Marca | Posição |
| ------------ | ------------------- | ------------ | ------------ | --------- | --------- | ----- | ------- |
| Marthe Koala | 100 m com barreiras |              |              |           |           |       |         |

### Judô
Feminino
| Atleta         | Evento | Fase de 32             | Fase de 16             | Quartas                | Semifinais             | Repescagem             | Repescagem             | Repescagem             | Final                  | Final |
| Atleta         | Evento | Fase de 32             | Fase de 16             | Quartas                | Semifinais             | 1ª fase                | Quartas                | Semifinais             | Final                  | Final |
| Atleta         | Evento | Adversário e resultado | Adversário e resultado | Adversário e resultado | Adversário e resultado | Adversário e resultado | Adversário e resultado | Adversário e resultado | Adversário e resultado | Pos.  |
| -------------- | ------ | ---------------------- | ---------------------- | ---------------------- | ---------------------- | ---------------------- | ---------------------- | ---------------------- | ---------------------- | ----- |
| Severine Nebie | −63 kg |                        |                        |                        |                        |                        |                        |                        |                        |       |

### Natação
Masculino
| Atleta(s)       | Evento     | Eliminatórias | Eliminatórias | Semifinal   | Semifinal   | Final       | Final       |
| Atleta(s)       | Evento     | Tempo         | Posição       | Tempo       | Posição     | Tempo       | Posição     |
| --------------- | ---------- | ------------- | ------------- | ----------- | ----------- | ----------- | ----------- |
| Adama Ouedraogo | 50 m livre | 25.26         | 41º           | Não avançou | Não avançou | Não avançou | Não avançou |

Feminino
| Atleta(s)          | Evento     | Eliminatórias | Eliminatórias | Semifinal | Semifinal | Final | Final   |
| Atleta(s)          | Evento     | Tempo         | Posição       | Tempo     | Posição   | Tempo | Posição |
| ------------------ | ---------- | ------------- | ------------- | --------- | --------- | ----- | ------- |
| Angelika Ouedraogo | 50 m livre |               |               |           |           |       |         |